# 노스바스의 추억
《노스바스의 추억》(영어: Nobody's Fool)은 1994년 미국의 코미디 드라마 영화로, 노스바스 마을에 사는 노인 설리의 이야기를 다룬다. 리처드 루소의 동명 소설을 원작으로 로버트 벤턴 감독이 각색하고 연출했다. 폴 뉴먼, 제시카 탠디, 멜러니 그리피스 등이 출연했다.
1995년 제67회 아카데미상 각색상과 남우주연상에 후보 지명되었다. 폴 뉴먼은 제52회 골든 글로브상 드라마 영화 부문 남우주연상 후보에도 올랐다.

## 출연
- 폴 뉴먼 - 도널드 "설리" 설리번 역
- 제시카 탠디 - 베릴 피플스 역
- 브루스 윌리스 - 칼 로벅 역
- 멜러니 그리피스 - 토비 로벅 역
- 딜런 월시 - 피터 설리번 역
- 프루잇 테일러 빈스 - "러브" 스퀴어스 역
- 진 색스 - "워프" 워플리 역
- 조지프 서머 - 클라이브 피플스 주니어 역
- 필립 시모어 호프먼 - 레이머 경관 역
- 제이 패터슨 - 조코 역
- 필립 보스코 - 플랫 판사 역
- 캐서린 덴트 - 샬럿 설리번 역
- 마고 마틴데일 - "버디" 역

## 우리말 녹음
KBS 성우진 (1998년 1월 25일)
- 유강진 - 설리번 (폴 뉴먼)
- 이정구 - 칼 (브루스 윌리스)
- 이선영 - 베릴 (제시카 탠디)
- 송도영 - 토비 (멜러니 그리피스)
- 황원
- 탁원제
- 성선녀
- 오세홍
- 성병숙
- 이종구
- 유해무
- 임은정
- 김준
- 김소형